# Pindstrup
Pindstrup es un área urbana del municipio de Syddjurs, situado en la región de Jutlandia Central (Dinamarca). Tiene una población estimada, a inicios de 2023, de 737 habitantes.